# Пинки (фильм)
«Пи́нки» (англ. Pinky) — кинофильм режиссёра Элиа Казана, вышедший на экраны в 1949 году. Экранизация романа Сид Риккеттс Самнер «Качество» (англ. Quality). Лента получила три номинации на премию «Оскар» (лучшая женская роль — Джинн Крейн, лучшая женская роль второго плана — Этель Бэрримор и Этель Уотерс), а также была номинирована на премию Гильдии сценаристов США.

## Сюжет
Пинки Джонсон — молодая белая женщина, которая была воспитана бабушкой-негритянкой Дайси. Много лет Пинки провела на Севере, где получила образование и работала медсестрой, скрывая своё происхождение. Вернувшись в родной южный городок, она сталкивается с сильными расистскими предрассудками: белые люди сразу же меняют своё отношение к ней, как только узнают, что она «цветная». Первой реакцией Пинки становится желание вновь уехать на Север, однако бабушке, считающей, что здесь её место, удается убедить внучку остаться и устроиться сиделкой к мисс Эм — живущей по соседству богатой пожилой женщине…

## В ролях
- Джинн Крейн — Патрисия «Пинки» Джонсон
- Этель Бэрримор — мисс Эм
- Этель Уотерс — Дайси Джонсон, бабушка Пинки
- Уильям Ландигэн — доктор Томас Адамс
- Бэзил Руисдейл — судья Уокер
- Кенни Уошингтон — доктор Кэнади
- Нина Мэй Маккинни — Розелия
- Грифф Барнетт — доктор Джо Макгилл
- Фредерик О'Нил — Джейк Уолтерс
- Эвелин Варден — Мельба Вули
- Рэймонд Гринлиф — судья Шорхэм

## Производство
Первоначально Джон Форд был нанят для режиссуры фильма, но был заменен через неделю, потому что продюсер Дэррил Ф. Занук был недоволен выпусками ежедневных газет.
Лина Хорн и Дороти Дэндридж были заинтересованы в том, чтобы сыграть роль Пинки. В конце концов была выбрана Джинн Крейн. Элиа Казан, который взял на себя обязанности режиссера, когда Джона Форда уволили, был недоволен выбором актёров, а позже сказал: «Джинн Крейн была милой девушкой, но она была похожа на учительницу воскресной школы. Я сделал с ней все, что мог, но в ней не было никакого огня. Единственной хорошей чертой в ней было то, что отсутствие темперамента отлично демонстрировало тот факт, что Пинки плывет через все свои переживания, не реагируя на них, что и есть „плыть по течению“».